# Aonidia campylanthi
Aonidia campylanthi är en insektsart som först beskrevs av Karl Hermann Leonhard Lindinger 1911.  Aonidia campylanthi ingår i släktet Aonidia och familjen pansarsköldlöss. Inga underarter finns listade i Catalogue of Life.